# Umber Island
Umber Island (sinngemäß aus dem Englischen übersetzt Kernschatteninsel) ist eine 2,5 km lange und felsige Insel vor der nordwestlichen Küste der westantarktischen Alexander-I.-Insel. In der Lasarew-Bucht liegt sie 10 km nordwestlich von Dint Island.
Luftaufnahmen der US-amerikanischen Ronne Antarctic Research Expedition (1947–1948) dienten 1960 dem britischen Geographen Derek Searle vom Falkland Islands Dependencies Survey für eine Kartierung. Das UK Antarctic Place-Names Committee benannte die Insel 1977 so, weil sie auf besagten Luftaufnahmen im Kernschatten der benachbarten Havre Mountains liegt.